# 德钦香青
德钦香青（学名：Anaphalis larium）为菊科香青属的植物，为中国的特有植物。分布在中国大陆的云南等地，生长于海拔3,000米至4,250米的地区，多生在高山和亚高山干燥坡地，目前尚未由人工引种栽培。